# Нойбау
Нойбау (на немски: Neubau) е седмият окръг на Виена. Населението му е 32 305 жители (по приблизителна оценка от януари 2019 г.).

## Подразделения
- Алтлерхенфелд
- Нойбау
- Занкт Улрих
- Шотенфелд
- Шпителберг